# World Dance Council
La World Dance Council (WDC), è il successore legale dell'International Council Ballroom Dancing, istituito in un incontro organizzato da Phillip Richardson, il 22 settembre 1950 a Edimburgo.  Tra il 1996-2006 la WDC era conosciuta come World Dance & Dance Sport Council (WD&DSC).
L'obiettivo primario, al momento della sua formazione, è stato quello di concordare una base comune per lo svolgimento di campionati del mondo per la Danza Sportiva.
Tale obiettivo fu raggiunto. Inizialmente composto da nove paesi europei (Italia membro fondatore). Oggi La WDC è diventata la principale autorità mondiale su gare di ballo professionali, Con i Membri affiliati in paesi in tutto il mondo. In Italia la WDC ha il maggior Numero di Professionisti Denominati Maestri di ballo. In WDC A partire dal 2006 ci sono 59 membri. Il suo organo di governo, il Presidio, è composto da un Presidente e cinque vicepresidenti.
WDC include il Comitato Dancesport, e il Comitato danza sociale e Lega Amatori WDC Amateur League.
La WDC è democratica nel suo funzionamento. Tutte le principali decisioni sono prese sulla base di un membro a pieno titolo. I membri a pieno titolo sono (con poche eccezioni) singoli paesi.
La WDC non è, tuttavia, l'unica organizzazione internazionale in campo. Dopo una lunga campagna, la World Dance Sport Federation (WDSF), in precedenza la Federazione Internazionale Dancesport, è stata riconosciuta dal Comitato Olimpico Internazionale come unico organo di rappresentanza per la danza sportiva, questo il 5 settembre 1997. A quel punto, molte organizzazioni di danza cambiarono i loro titoli per incorporare la parola sport. LA WDSF è un'organizzazione separata dalla WDC, che copre alcune parti dello stesso territorio, con molti degli stessi membri. Le particolari caratteristiche del WDSF sono: 1. La sua origine e l'appartenenza di maggioranza si trova in Europa continentale. 2. il olimpionica dà, potenzialmente, uno status unico. Tuttavia, la danza sportiva non è stata inclusa come un evento ufficiale alle Olimpiadi dal suo riconoscimento,  e ci sono molti che mettono in dubbio che lo sarà mai. 3. La WDSF è soprattutto un'organizzazione per i ballerini amatoriali, mentre La WDC è principalmente per ballerini professionisti. Nel 2018 si stabiliste con sede a Londra, la World Dance Organisation (WDO), sostenuta da una grande maggioranza di campioni del passato, e competitori finalisti attuali.

## Presidenza WDC
Il presidente della World Dance Council è attualmente il quattordici volte campione del mondo professionisti danze latino americane,  Donnie Burns MBE.

## La WDC in Italia
Il presidente nominato Wdc Ndc Italia è Mauro D’Ambrosi da Novembre 2018.

## Associazioni Membri WDC
IMWD - Italian Masters of World Dance, diretta dal presidente nazionale Valentina Romano
ANMB - Associazione Nazionale maestri di ballo, diretta dal Presidente Pier Luigi Petracca.
AIMB - Associazione Italiana Maestri di Ballo, diretta dal Presidente Nicola Amato.
ISDA - Italian Sport Dance Association, diretta dal Presidente Denise Abrate.
FIDA Professional - Federazione Italiana Amatori della Danza diretto da Caterina Arzenton.

## Eventi WDC
World Championship –
Professional Ballroom
World Championship –
Professional Latin
World Championship –
Professional 10-Dance
European Championship –
Professional 10-Dance
European Championship –
Professional Latin -
Ci sono anche altri eventi, che sono autorizzati a paesi organizzatori:
Kremlin World Cup Latin World Masters Latin WDC World Cup.
In 2009, questo evento in Shenzen, Cina, vide oltre 2000 coppie partecipanti.